# Пазачът на мъртвите
„Пазачът на мъртвите“ е български игрален филм (драма) от 2006 година, по сценарий и режисура на Илиян Симеонов. Оператор е Димитър Гочев. Музиката във филма е композирана от Теодоси Спасов.

## Сюжет
На гробището в голям български град живее и работи 13-годишен сирак – Малкия. За него това е целият свят. Израснал сред мъртвите, той по свой начин разбира живота. На него разчитат и приятелите му – нещастен Старец, бивш политически затворник, който иска вече да умре и гримьорът на покойниците в гробището – пропаднал художник, мечтаещ да нарисува своя шедьовър. Малкия простодушно и всеотдайно решава да им помогне...

## Актьорски състав
- Диана Добрева – Мария
- Владимир Георгиев – Момчето
- Ицхак Финци – Ангел
- Самуел Финци – Иван
- Николай Урумов – Директора на гробището
- Благое Николич
- Стефан Щерев
- Валентин Танев
- Пламен Сираков

## Награди
- Награда за режисура, (Варна, 2006).
- Награда за женска роля на Диана Добрева, (Варна, 2006).
- Награда на Кодак за операторско майсторство (поделена), (Варна, 2006).
- Награда за мъжка роля на Владимир Георгиев, Годишни филмови награди на ИА „НФЦ“, (2007).
- Награда за музика на Теодоси Спасов, Годишни филмови награди на ИА „НФЦ“, (2007).